# 让·德斯特雷
让·德斯特雷（法語：Jean d'Estrées，1666年—1718年3月3日），法国天主教康布雷总教区主教、政治人物，法兰西学院院士。
1666年，让·德斯特雷生于巴黎，父亲是法国元帅。1698年，获得神学博士学位。1692年任法国驻西班牙和葡萄牙大使。1711年当选法兰西学院院士。1716年，任康布雷总教区主教。1718年在巴黎逝世。